# Procession de Neuf lieues
La procession de Neuf lieues est une procession religieuse traditionnelle en l'honneur  saint Maximin de Trèves. Longue d’environ 53 kilomètres, elle a lieu chaque lundi de Pentecôte au départ et autour de Magnac-Laval (Haute-Vienne). Elle commence vers une heure du matin, après une messe célébrée à minuit et se poursuit sur une boucle entourant la commune tout en pénétrant dans les neuf communes limitrophes. Le parcours, qui emprunte des voies publiques ou privées et traverse des champs dégagés par les agriculteurs pour l’occasion, comprend 48 stations matérialisées par des croix permanentes fleuries par les riverains pour la procession. Chaque station donne lieu à une prière et une bénédiction.
Saint Maximin, évêque de Trèves de 330 à 346 alors que la ville était l’une des capitales de l’Empire romain, s’est illustré dans la victoire du catholicisme conventionnel contre l’arianisme, doctrine hérétique remettant en cause la nature divine du Christ.
Si la date de la création de la procession n’est pas connue, le culte de saint Maximin est ancien à Magnac-Laval, puisqu’un prieuré lui était dédié en 770. Le parcours actuel, à quelques variations près, est estimé dater de 1591. Des historiens voient en certains rituels un possible héritage de traditions processionnelles agraires de l’antiquité gallo-romaine.
La procession de Neuf lieues est inscrite au patrimoine culturel immatériel depuis novembre 2024.

## Description
La procession des Neuf lieues a lieu à Magnac-Laval et traverse les neuf communes voisines depuis la fin du XVIe siècle, le lundi de Pentecôte, neuf jours après une autre procession, beaucoup plus courte, la procession de La lieue.

### Déroulé de l'événement

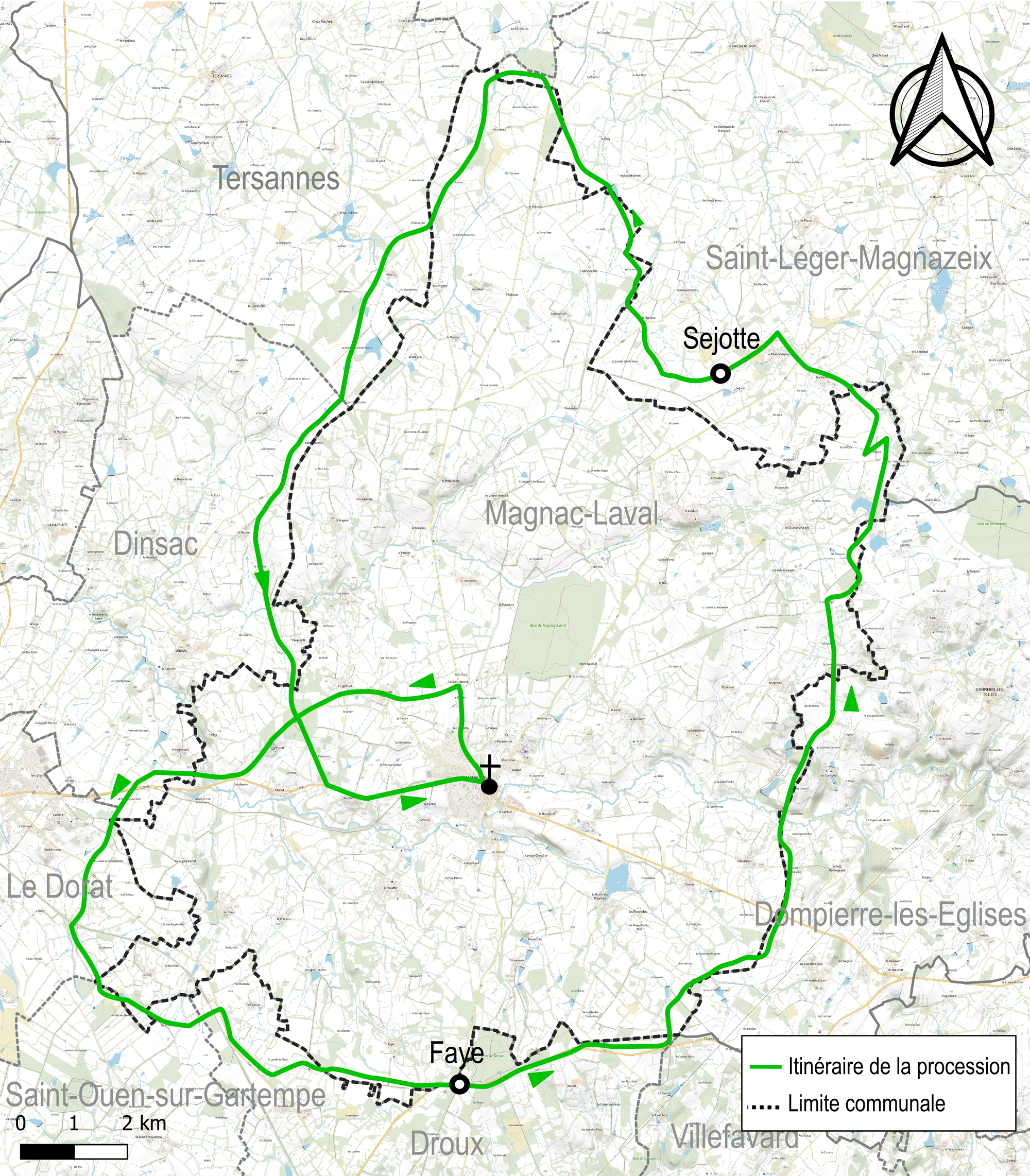
Parcours de la procession de Neuf lieues.

Après une messe célébrée à minuit en l'église de Magnac-Laval, le cortège se met en route pour parcourir un circuit de neuf lieues, soit environ 53 km, qui se termine vingt heures plus tard à son point de départ. La bannière verte de saint Maximin, patron de la ville auquel est dédiée la procession, est en tête du cortège, suivie par les processionneurs, tandis que la croix et le chœur des chantres accompagnent le prêtre à l'arrière.
L'itinéraire comprend 48 arrêts devant des croix,, toutes parées de verdure et de fleurs. Le nombre de ces croix a varié dans le temps. L'itinéraire en comptait trente-deux autour de 1750, puis quarante-trois et enfin quarante-huit depuis 1843.
La première station est la croix Billard, qui marquait la sortie de la ville médiévale. L’officiant, à l’aide de la croix de procession, bénit les processionneurs et leurs couronnes vertes et blanches. Cette bénédiction sera répétée devant chacune des croix suivantes. Les croix sont décorées par les familles du voisinage, présentes derrière "leur" croix devant laquelle tous observent le silence requis. Deux longues haltes sont programmées respectivement à Faye pour le petit-déjeuner et à Sejotte pour le déjeuner, organisé par la confrérie de saint Maximin, aidée de bénévoles. La troisième partie du parcours, entre Séjotte et l'arrivée à l'église, est la plus difficile, du fait que la fatigue se fait sentir, que les croix sont plus espacées  et que l'itinéraire traverse de vastes champs argileux. En fin de parcours, à partir de la Croix de Sirvenon, située à deux kilomètres de l'église, la procession devient plus cérémoniale. La statue de saint Maximin, apportée à Sirvenon depuis l'église où elle se trouve de manière permanente, ouvre le cortège sur les épaules de quatre porteurs. Le ou les prêtres ont vêtu leurs vêtements sacerdotaux et les membres de la confrérie de saint Maximin leur écharpe verte à liseré blanc. Le long des derniers kilomètres, une foule dense et chaleureuse accueille les processionneurs, témoignant de l’importance de cette tradition pour Magnac-Laval et les communes qui l’entourent. La procession se termine par une cérémonie, suivie de la remise des médailles à ceux qui ont parcouru tout l'itinéraire.

Procession de 1912 - Haltes à Sejotte et Sirvenon
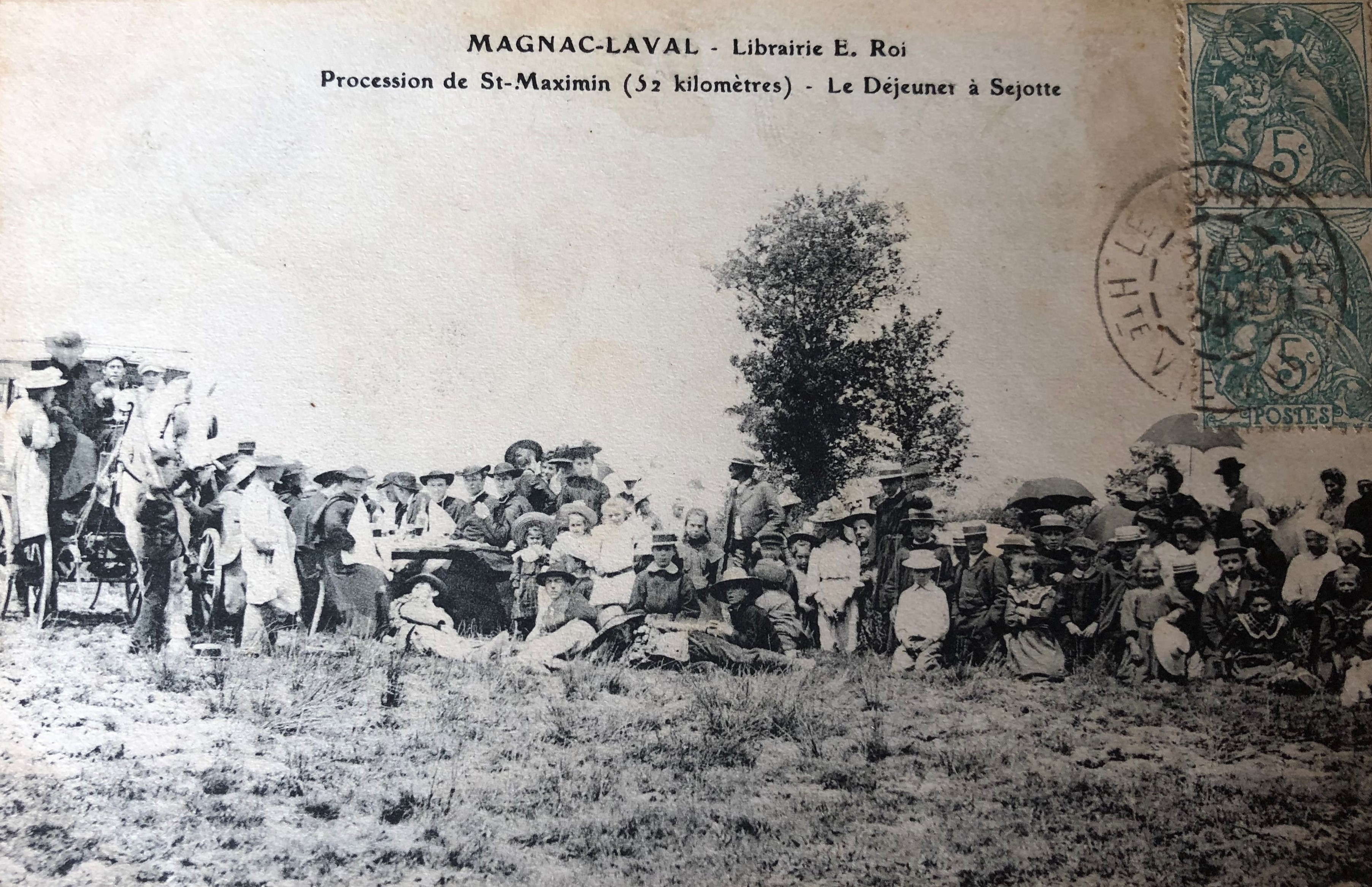
Déjeuner à Sejotte
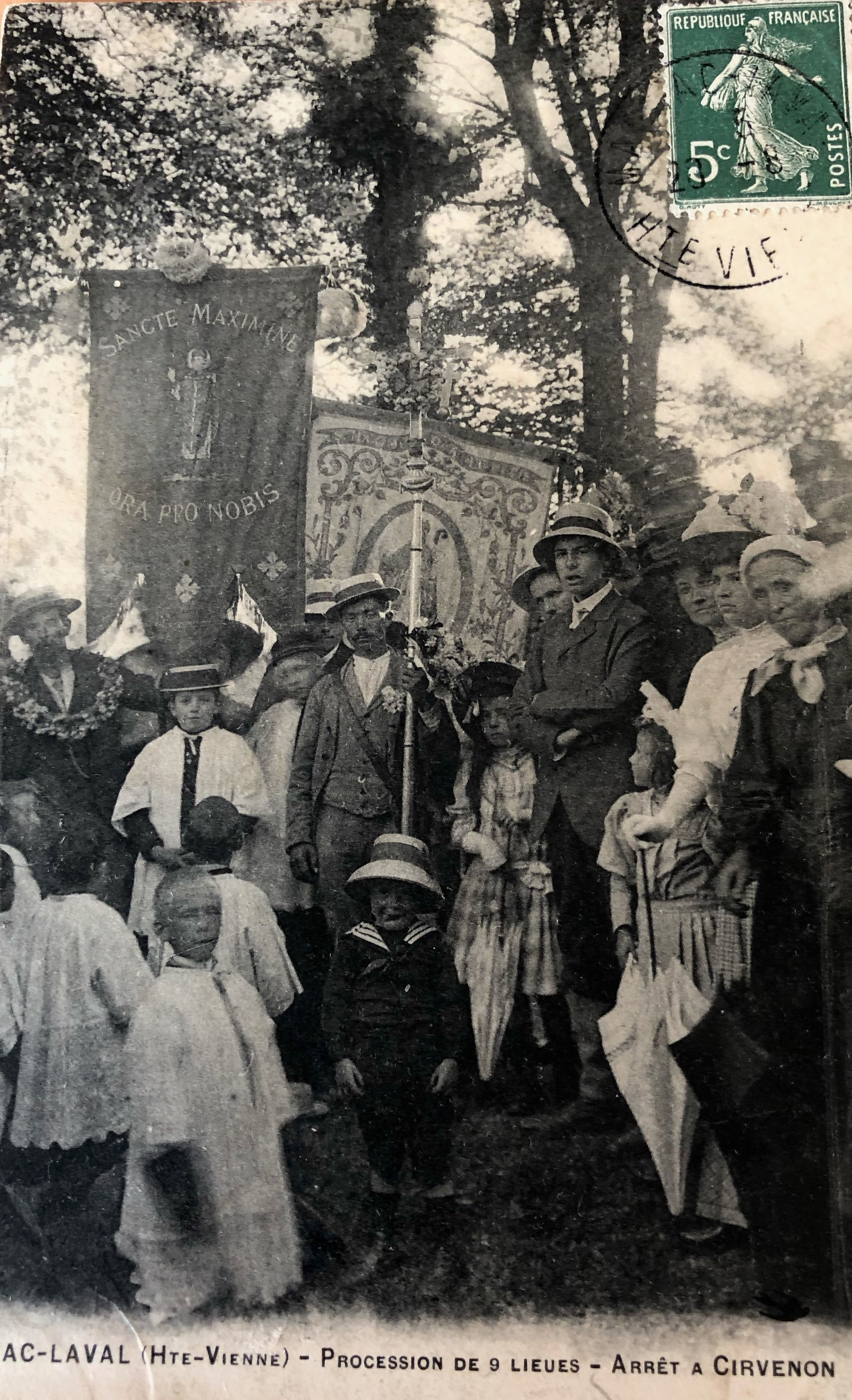
Arrêt à Sirvenon

### Participer à la procession
L’accomplissement complet du rituel de la procession de Neuf lieues consiste à commencer et finir le circuit de la procession en l'église paroissiale. Chacun peut limiter son parcours à une portion du circuit. Certains commencent la procession à son passage devant leur domicile. Il n’y a pas de règle. Pour certains, la participation se limite à la voir au passage d’une croix, à l’accompagner en voiture dans la journée. Les processionneurs qui ont effectué tout le parcours reçoivent symboliquement une médaille. Médaille souvenir pour la première fois, palme pour la troisième puis médailles particulières pour les cinq, vingt, trente et cinquantième processions. En 2023, deux processionneurs ont atteint le nombre de 50.

Vues de la procession en 2023.
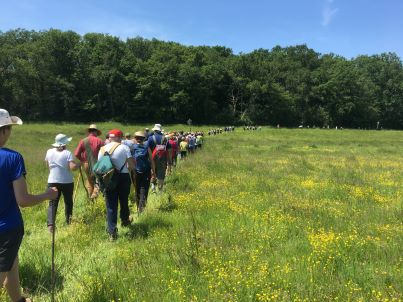
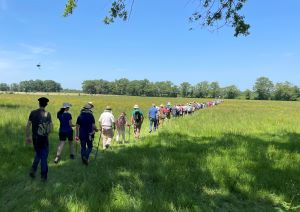
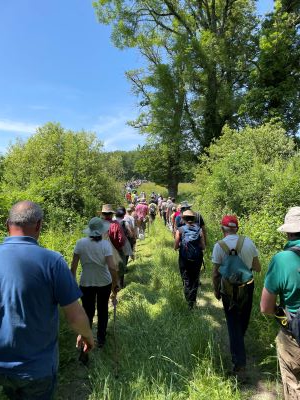

### Ritualité

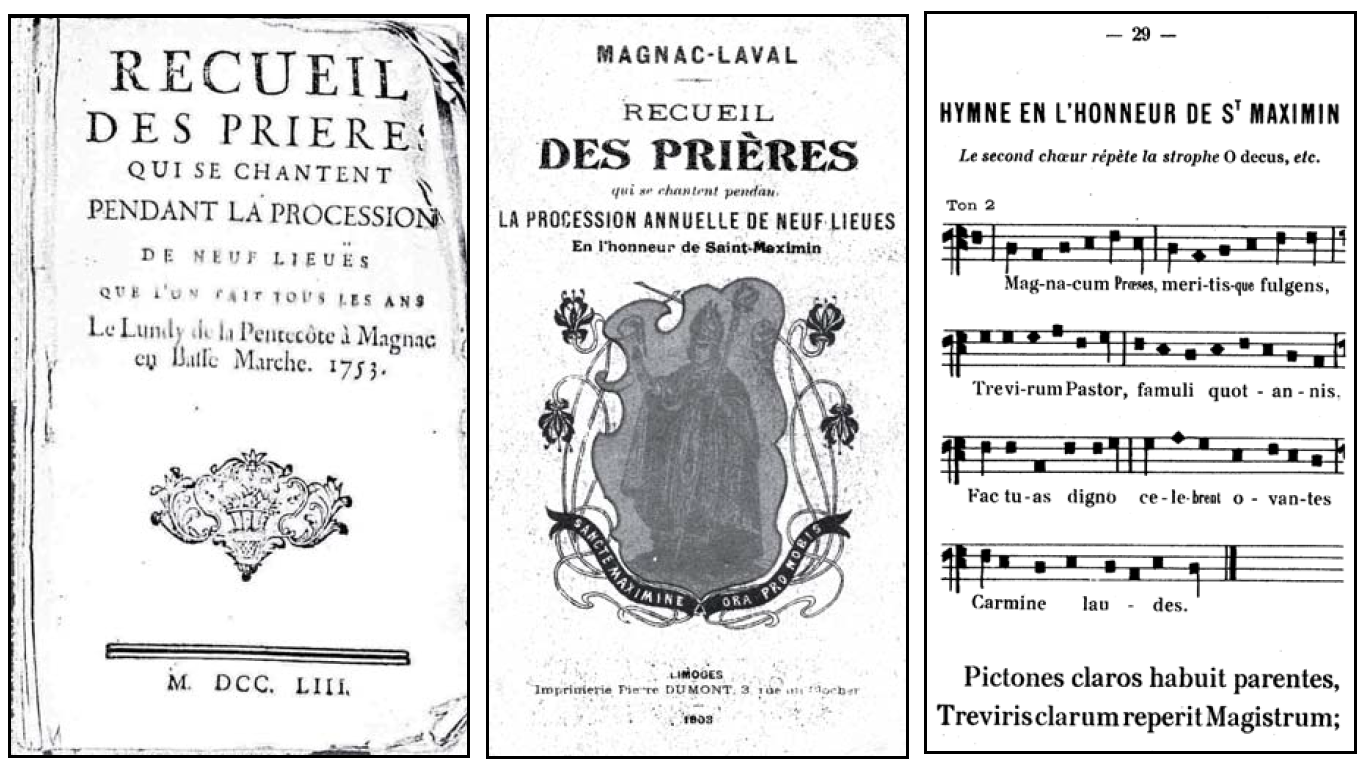
Recueil de prières de la procession - pages de garde de 1753 et 1903, et hymne en l'honneur de saint Maximin.

Le liturgiste Jean Évenou définit la procession comme « une assemblée liturgique en marche. Les éléments permanents d’une procession sont le rassemblement en un lieu de la communauté locale autour de son pasteur, un cheminement ordonné, accompagné de prières et de chants, à la suite de la croix, en direction d’un autre lieu qui en est le but spatial fixe ». À Magnac-Laval, la croix de tête a été remplacée par une bannière. Les chants sont regroupés dans le recueil de prières, reproduction du « Recueil des prières qui se chantent pendant la procession de Neuf Lieues que l’on fait tous les ans Le Lundy de la Pentecôte à Magnac-Laval en Basse-Marche » de 1753,  avec notamment l'Hymne en l’honneur de saint Maximin. L’office de la Pentecôte est chanté en grégorien à Magnac-Laval, alors que l’usage du latin a été remplacé depuis Vatican II par celui du français pour la France.

## Caractéristiques du circuit

### Longueur
L’évaluation de la longueur du circuit varie suivant les auteurs : sept à huit myriamètres en 1842, soixante km en 1872 , quarante-six km vers 1899, cinquante-quatre km en 1903 ; cette dernière mesure, la plus juste, a été effectuée à la chaîne d’arpenteur par le chanoine Dufour et intégrée dans l’édition du Recueil des prières de 1903. Les auteurs contemporains s’y sont référés systématiquement, ne tenant pas compte des « relatives » modifications du circuit entre les croix. On peut évaluer la distance totale du circuit dans une fourchette pouvant varier de 50 à 54 km, ce qui est cohérent avec la longueur de la lieue de Gascogne de 3.000 toises ou 5.847 mètres, tout en étant proche de celle de la lieue marine de 5,556 km, 3’ de longitude terrestre.

### Forme du tracé et alignements remarquables

#### Limaçon de Pascal

Représentation du parcours avec un limaçon de Pascal associé.

Le circuit de la procession de Neuf lieues est particulièrement singulier, tant par sa longueur exceptionnelle parcourue en moins d'une journée, par son important nombre de stations de prière que par la forme de son circuit circumambulatoire en forme de limaçon de Pascal, une courbe plane fermée présentant un point double, obtenue en traçant le mouvement décrit par un point d'un disque roulant (sans glisser) sur un cercle. La courbe a été étudiée par Gilles Personne de Roberval vers 1640-1650, donc postérieurement à la date présupposée de la procession dans sa forme actuelle. Si le circuit s'écarte sensiblement du tracé formel de la figure géométrique, il possède néanmoins un axe orthonormé ayant pour centre l’église de Magnac-Laval et pour axe horizontal les deux croix des communes du Dorat (Montgomard) et de Dompierre (Ayres) dédiées à saint Pierre, fêté le 29 juin, et pour axe vertical les deux croix des communes de Droux (Martyrs) et Lussac-les-Églises (Graulde) dédiées à saint Martial, fêté le 30 juin.

#### Alignements remarquables

Carte du centre-ville de Magnac-Laval présentant le coucher de soleil dans l’axe du chemin retour de la procession. L’église est alignée par rapport à la rue Jules Courivaut et au soleil couchant durant la période de la Pentecôte.

Lors de la rentrée en ville en fin de parcours, le soleil couchant accompagne la fin de la procession, la statue dorée du saint apparaissant alors nimbée d'un halo solaire pour les spectateurs attendant près de l’église. Cela est dû à la conjonction de l'orientation est-ouest de l'église et de la voie qui y accède avec la date de l'événement. À la date du lundi de Pentecôte, dans la période du 12 mai au 15 juin, le soleil se couche dans l’axe ouest de l’église, recoupant Chercorat au croisement du circuit.

### Circumambulation sénestrogyre (tournant vers la gauche)
Le circuit est parcouru dans le sens contraire aux aiguilles d'une montre, une disposition exceptionnelle dans le monde indo-européen, sauf peut-être dans le Limousin, où de nombreuses ostensions et dévotions aux saints se font le plus souvent à main gauche. Cette circumambulation sénestrogyre est vécue comme normale, sans valeur négative ou positive, alors qu’elle est généralement associée dans la Bible à une bipolarité positif-négatif induisant un monde dual ; une dualité omniprésente dans les pratiques populaires.

## Inscription au patrimoine culturel immatériel
Le procession est inscrite à l'inventaire du patrimoine culturel immatériel depuis le 19 novembre 2024, dans la catégorie « les pratiques rituelles »,.

## Hypothèses sur l’origine de la procession
Dans les différents essais historiques sur l’origine de la procession de Neuf lieues, les théories savantes ont évolué, se démarquant de la tradition orale populaire.

### Date originelle
Le rédacteur, anonyme, de l'introduction du Recueil des prières qui se chantent pendant la procession de Neuf Lieues que l’on fait tous les ans Le Lundy de la Pentecôte à Magnac-Laval en Basse-Marche de 1753, remarque juste que « Cette procession dont l’établissement est très ancien, & que Monseigneur l’Évêque 247, qui en a si sagement aboli tant d’autres, dans les cours de ses Visites, n’a point désapprouvée, se fait régulièrement le Lundi de la Pentecôte ». Le chanoine Bertrand et Pierre Charrier ignorent quant à eux la tradition orale et proposent, dans leur opuscule de 1956, une date historique de son établissement, dans son parcours actuel, proche de celle de la création des ostensions limousines (1517-Limoges ; 1652-Le Dorat) à la fin du Moyen Âge, retenant 1591, année de la création d'une cure communautaire à Magnac,.

### Tradition orale: culte de saint Maximin

#### Légende et récit fondateur
La tradition orale retient certains récits de la présence de saint Maximin à Magnac-Laval. On doit à René d’Abadie la plus ancienne transcription en 1956 d'un récit selon lequel saint Martin et saint Maximin passent la nuit près d’un « très vieux chêne au pied duquel sourd un filet d’eau qui forme une petite mare entourée d’herbe. Cet arbre est connu sous le nom de Chêne de saint Maximin ». Cet arbre a aujourd'hui disparu.

#### Saint Maximin
Saint Maximin a été, de 330 à 346, évêque de Trèves, l’une des capitales de l’Empire romain et l’un des lieux de résidence de l’empereur Constantin puis de ses fils. Au-delà de sa charge à la tête de cet important diocèse, il s’est illustré dans la lutte contre l’arianisme, doctrine hérétique fondée par le théologien Arius remettant en cause la nature divine du Christ. Les partisans de cette doctrine connurent de nombreuses victoires, comme l’éviction de l’évêque Athanase de son diocèse d’Alexandrie, autre capitale de l’Empire. Maximin accueillit Athanase à Trèves, témoignant ainsi de sa loyauté, son courage et son sens de la charité. Il co-présida avec Ossius de Cordoue le concile de Sardique en 343, qui marquera le début du déclin de l’arianisme. Il mourut en 352.
Des documents authentiques montrent l'ancienneté du culte de saint Maximin à Magnac. Ainsi, le prieuré dédié à saint Maximin a été institué sous le règne de Charlemagne, en 770. Dans un diplôme de Louis et Lothaire son fils, il est dit que l’église de Saint-Mesmin d'Orléans possède, dans le pays du Limousin, l’église Magniacus (Magnac). L’acte est daté vers 827, indication 14 des calendes de mars, la 24e année de l’empire de Louis le Débonnaire. En 1022, Magnac ne dépend plus de saint Mesmin de Meung, du moins il n’en est fait nulle mention dans l’énumération des possessions de ce monastère, ni dans la bulle de 1258 où en sont détaillés tous les bénéfices. En 1011, l’église de Magnac dépendait de l’abbaye de Charroux. Le patron qui est saint Mesmin est celui du monastère de Meung. Dans la suite aint Mesmin est remplacé par saint Maximin de Trêves, son frère. On a donc la certitude que ce n’est qu’après l’année 1011 que l’église de Magnac est donnée à l’abbaye de Charroux.

### Hypothèse fonctionnaliste: culte au Saint-Esprit?
René d'Abadie, biologiste de formation et ornithologue, propose une hypothèse fonctionnaliste de la genèse de la procession. Il ne voit dans les ressemblances avec le rituel et les prières des Rogations qu’une analogie ; la date du lundi de Pentecôte lui suggère l’influence du culte au Saint-Esprit, par la lutte historique de saint Maximin contre l'arianisme et par l’étymologie de Pentecôte qui était la fête juive de la moisson. Selon lui, « on arrive à concevoir plusieurs raisons d’être de la procession de Neuf Lieues à cette date du Lundi de la Pentecôte ».

### Hypothèse de la neuvaine
Louis Bonnaud soutient que « la procession de Neuf Lieues pourrait sous-entendre l’idée d’une neuvaine, prières et actes de dévotion renouvelés pendant neuf jours pour l’obtention d’une grâce particulière. La distance exceptionnelle à couvrir en une journée équivaudrait alors à neuf trajets limités ». La récurrence du chiffre neuf, dans la titulature, le nombre de lieues, le nombre de jours la séparant de la procession de La lieue est facilement visible. Le chiffre neuf représente le cycle parfait du nombre trois multiplié par lui-même, c’est un chiffre divin. Il est présent également dans la triple bénédiction épiscopale des croix fleuries : 3 x 3. Il est aussi associé à la gestation humaine des neuf mois de la grossesse, symboliquement réduit aux neuf jours d’errance de la déesse grecque des moissons Déméter à la recherche de sa fille Perséphone enlevée par Hadès. Selon Hascoët, il est apparent dans les trois périodes et trois étapes de la procession : la première entièrement de nuit, les deux autres de jour. Les liens symboliques du neuf avec les gestations humaine et végétale sont nombreux, suggérant leur implication primitive lors du développement du rituel.

### Hypothèse d’un héritage de l’Antiquité
La région de Magnac-Laval possède un riche passé archéologique gallo-romain, dont de nombreux éléments sont visibles au musée lapidaire situé dans l'enceinte de l’ancien hôpital de Magnac-Laval. S’y trouvent de nombreuses urnes cinéraires antiques, ainsi qu’une petite statue, d’un mètre de haut, d’un Jupiter ou Taranis, dieu debout tenant une roue, découverte dans la commune de Dompierre-les-Églises.
Dans l’antiquité gallo-romaine et romaine, au printemps, durant la floraison végétale, plusieurs Fêtes étaient associées au développement et à la protection des cultures : les Cerealia le 19 avril, en l'honneur de Cérès et destinées à activer les forces créatrices de la Terre, repoussant la rouille des céréales, que l’on conjure le 25 avril lors des Robigalia. Ces fêtes agraires pouvaient varier suivant les régions en lien avec la date de floraison. Lors de ces cérémonies spécifiques se déroulait le rituel processionnaire des Ambarualia, lustrations autour des terres cultivées. Comme pour toute fête agraire, elle se déroulait à la fin du Printemps, le 29 mai,lui donnant l’orientation liturgique, proche de celle des Rogations chrétiennes, au moins pour les bénédictions « Aux fruits de la Terre » accomplies aux croix.
Plusieurs aspects de la procession de Neuf lieues la rapprochent des Cerealia et des lustrations des Ambarualia décrites par Virgile dans les Géorgiques où il évoque le culte de Cérès.
| Lustration des Ambarualia                       | Procession de Neuf lieues                                                                             |
| ----------------------------------------------- | --- |
| Les couronnes de chênes                         | Les couronnes, en forme de colliers, de fleurs de la procession.                                      |
| Cris de joie et clameurs invoquant Cérès        | Clameurs Sante Maximine, Ora Pro Nobis.                                                               |
| Lait et vin doux de Bacchus                     | Consommation de mijot, soupe froide sucrée à base de vin, revigorante (abadonnée aujourd'hui).        |
| Déroulement après les Robigalia                 | Déroulement après les Rogations. Le lundi de la Pentecôte, cérémonie agraire dans l’Ancien Testament. |
| Célébration des rites au milieu du blé en herbe | Passage de la procession dans les blés en herbe valant comme bénédiction du saint protecteur.         |